# 悲しみの森
悲しみの森 (かなしみのもり、仏: Les bois tristes) は、日本の作曲家、池辺晋一郎が1998年に作曲した管弦楽曲である。「悲しみの森 - オーケストラのために」とも表記される。

## 作曲の経緯
池辺は1997年から1998年にかけてオーケストラ・アンサンブル金沢のコンポーザー・イン・レジデンスに就任しており、この作品はオーケストラ・アンサンブル金沢の委嘱により作曲、1998年7月22日に完成した。
池辺はこの時期に「照葉樹林」弦楽オーケストラのために（1995年）やチェロとオーケストラのための協奏曲「木に同じく」（1996年）など、森林をテーマにした作品を作っていた。彼は実際に森林を管理している専門家と森の中を歩き、森の木や葉が呼吸しているように常に動いていることを感じ取っていた。「悲しみの森」はこのテーマに連なるものであり、「自然破壊に対する思いを、直接描写せずに、森の存在を抽象的に表現」している。

## 編成

### 木管楽器
フルート2（2番はピッコロ持ち替え）、オーボエ2、クラリネット2、ファゴット2

### 金管楽器
ホルン2、トランペット2

### パーカッション

#### 第1奏者
タムタム、グランカッサ、サスペンデッド・シンバル2、タンブリン、アンティーク・シンバル

#### 第2奏者
チューブラーベル、ヴィブラフォン、マラカス、フレクサトーン

### 弦楽器
弦楽5部

## 楽曲構成
単一楽章、表情記号は「Espressivo, tempo rubato」。演奏時間は約10分。

## 初演
作品は1998年9月4日に金沢市観光会館で開催されたオーケストラ・アンサンブル金沢第75回定期公演において、岩城宏之の指揮、オーケストラ・アンサンブル金沢によって初演された。この演奏会は芸術文化振興基金の助成を受けた。なお、同年9月5日にハーモニーホールふくいで、9月20日に東京オペラシティでも演奏されており、スコアには上記3公演が初演とされている。

## 楽譜
スコアは全音楽譜出版社より市販されている。演奏譜は同社よりレンタルされている。

## 録音
- 2001年 カメラータ・トウキョウ 28CM-614 秋山和慶指揮 NHK交響楽団[8][9]
- 2001年 キングレコード KICC-3041 秋山和慶指揮 NHK交響楽団（尾高賞受賞作品6）[10]

## 評価
作品は1999年第47回尾高賞を受賞し、1999年6月4日東京オペラシティ・コンサートホールで開催の「N響Music tomorrow 1999」にて、秋山和慶指揮、NHK交響楽団により再演された。